# Кривошеины
Кривошеины — русский дворянский род.
Происходит от премьер-майора Фёдора Захаровича Кривошеина, служившего с отличием под начальством Суворова.
- Константин Фёдорович Кривошеин получил чин прапорщика в 1805 году.
  - Его сын Аполлон Кривошеин (1833—1902) был министром путей сообщения чуть более двух лет (1892-94). Жена — Мария Петровна, урожд. Струкова, сын Пётр.

## Описание герба
В червлёном щите круглый золотой щит. За ним положены накрест три серебряных меча с золотыми рукоятками: два остриями вниз, один остриём вверх.
Щит увенчан дворянским коронованным шлемом. Нашлемник: три страусовых пера, из коих среднее — золотое, а крайние — червлёные. Намёты: справа — червлёный с золотом, слева — червлёный с серебром.
Герб Кривошеина внесён в Часть 13 Общего гербовника дворянских родов Всероссийской империи, стр. 61.
Другой род Кривошеиных происходит от Александра Васильевича Кривошеина (1857—1921) — российского государственного деятеля. Его отцом был бывший крепостной, сумевший дослужиться в армии до подполковника артиллерии. Мать была полькой из обедневшего дворянского рода Яшинских. Дети:
- Кривошеин, Игорь Александрович (1897—1987) — инженер, участник Движения Сопротивления во Франции, масон.
- Кривошеина, Нина Алексеевна (урожд. Мещерская, 1895—1981) — супруга И. А. Кривошеина, писатель-мемуарист, активный член партии младороссов
- Василий (Кривошеин) (1900—1985) — архиепископ Брюссельский и Бельгийский.
- Кривошеин, Никита Игоревич (р.1934) — русско-французский филолог-переводчик
- Кривошеина, Ксения Игоревна (1945, урожд. Ершова) — русско-французская художница, жена Никиты Кривошеина